# Edmund Kokot

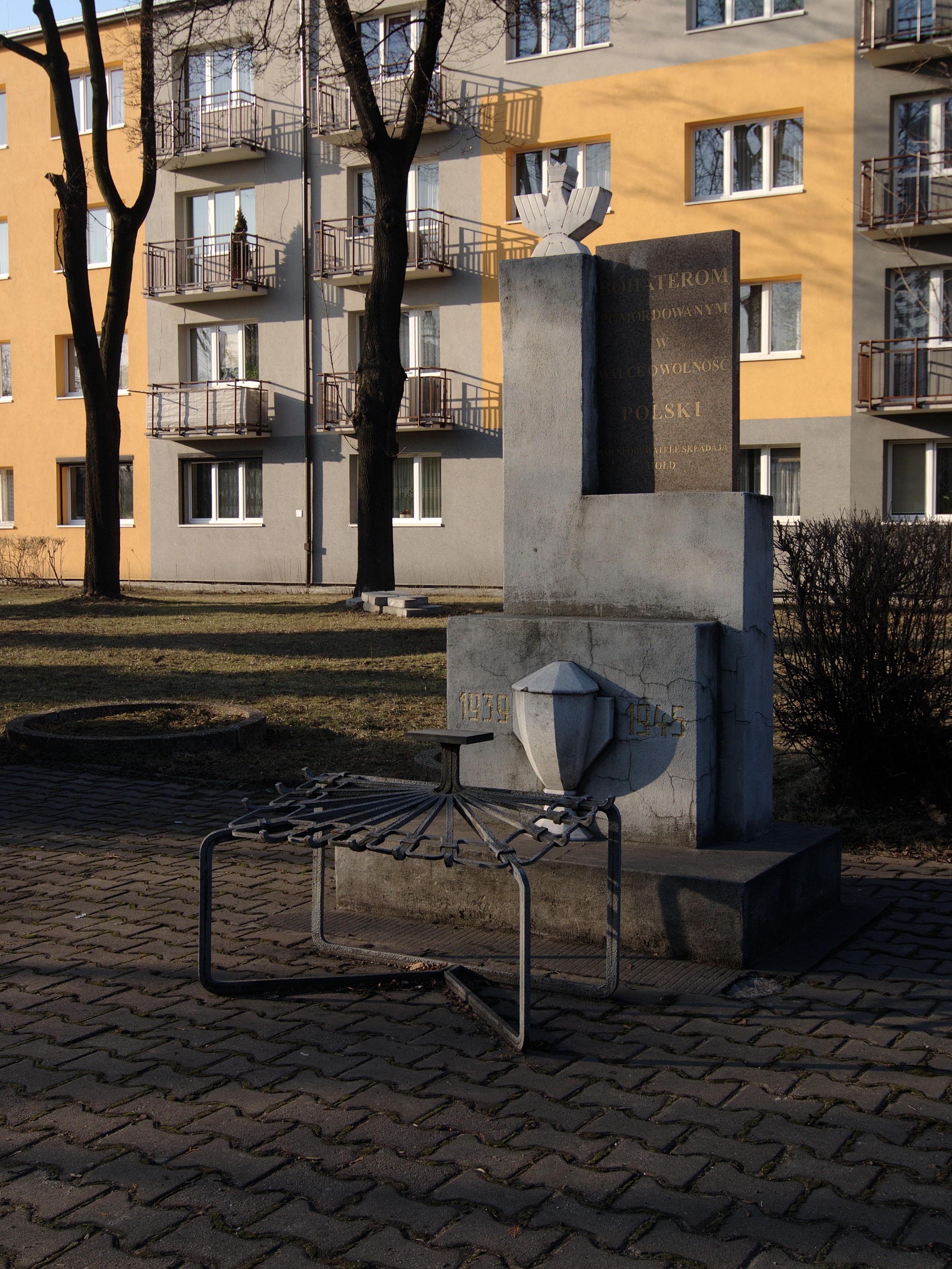
Pomnik „Bohaterom pomordowanym w walce o wolną Polskę” stojący na miejscu egzekucji Edmunda Kokota.

Edmund Kokot (ur. 30 października 1908 w Suchej Górze w powiecie tarnogórskim, zm. 12 lutego 1942 w Bielszowicach) – członek organizacji konspiracyjnej, szef oddziału ZWZ w Bielszowicach, pracownik administracyjny szpitala w Bielszowicach.

## Życiorys
Jego ojciec Antoni był dozorcą maszynowym w kopalni galmanu. Rodzina była wielodzietna (11 dzieci). Po ukończeniu szkoły podstawowej Kokot poszedł do pracy biurowej w Spółce Brackiej. W czasie pełnienia służby wojskowej uzyskał awans na podoficera. W pracy zawodowej doszedł do stanowiska księgowego. Po ożenku Kokot przeniósł się do pracy w szpitalu w Bielszowicach. W czasie wojny wstąpił do organizacji konspiracyjnej. Był szefem jednej z piątek organizacji ZWZ w Bielszowicach. Był prawdopodobnie komendantem bielszowickim. Kolportował prasę podziemną m.in. „Biały Orzeł” i „Świt”.
Prowadząc robotę dywersyjną celem zamaskowania swoich działań wstąpił do SA, by uprzedzać organizację o zamiarach gestapo.
Jego dywersyjna rola wyszła na jaw dopiero po wsypie przez agentkę gestapo Julię Mathea na jesień 1941 roku. Został aresztowany 12 października 1941 i osadzony razem z innymi członkami organizacji w więzieniu mysłowickim. Mimo że był torturowany, nikogo nie zdradził.
Został publicznie powieszony na kasztanie przed kopalnią w Bielszowicach jako ostatni z 4 bojowców rudzkich. Patrzył na śmierć współtowarzyszy: Antoniego Tiałowskiego i Ignacego Nowaka w Goduli oraz Joachima Achtelika w Rudzie.
Nazwiskiem Kokota nazwano główną ulicę Bielszowic prowadzącą do Zabrza i postawiono pomnik na miejscu egzekucji.